# Troglophyes
Los troglofios, Troglophyes, son un género de escarabajos de la familia Leiodidae.

## Especies
Se reconocen las siguientes:
- Troglophyes aubryi
- Troglophyes bedeli
- Troglophyes gavoyi
- Troglophyes ludovici
- Troglophyes oblongulus